# Manfred Radochla
Manfred Radochla  (* 2. Juni 1949 in Leipzig; † 15. Juli 2022) war ein deutscher Radsportler und nationaler Meister im Radsport, der in den 1960er und 70er Jahren aktiv war.

## Sportliche Laufbahn
Radochla begann seine aktive Karriere als Radsportler 1964 beim in der B-Jugend-Klasse beim SC DHfK Leipzig. Mit 165 Zentimetern Körpergröße und 65 Kilogramm Gewicht gehörte er zu den kleinen und leichten Fahrern im Peloton. 1966 gewann er in der Klasse der Jugend A das Straßenrennen der Kinder- und Jugendspartakiade.
Sein bedeutendster Erfolg war der Sieg auf dem Sachsenring, als er den Titel des DDR-Meisters im Straßenrennen vor Axel Peschel und Dieter Mickein gewann. Er gewann 1970 die Rennen Rund um den Sachsenring, den Wismut-Preis und den Großen Diamant-Preis.
Er startete mehrmals bei der DDR-Rundfahrt, wobei er 1971 mit dem 31. Rang seine beste Platzierung erzielte. Bei internationalen Rundfahrten belegte er u. a. einen 4. Platz bei der Bohemia-Tour 1970 und war im selben Jahr 12. bei der Algerien-Rundfahrt. Nach seinem Ausscheiden aus dem SC DHfK Leipzig schloss er sich 1972 der BSG Lok Ost Leipzig an.

## Berufliches
Radochla absolvierte eine Ausbildung zum Fernmeldemechaniker.

## Privates
Manfred Radochla ist der Vater des Radrennfahrers Steffen Radochla.